# 1999 en Finlande
Chronologie de la Finlande
- 1995
- 1996
- 1997
- 1998
- 1999
- 2000
- 2001
- 2002
- 2003

Cette page concerne les évènements survenus en 1999 en Finlande  :

## Évènement
- 21 mars : Élections législatives
- 13 juin : Élections européennes
- 1er juillet-31 décembre : Présidence finlandaise du Conseil de l'Union européenne
- 15-16 octobre : Conseil européen à Tampere.
- 16 octobre : Disparition de Raisa Räisänen (en)
- 17 octobre : Élection législative d'Åland (en)

## Sport
- Championnat de Finlande de football 1999
- Championnat de Finlande de hockey sur glace 1998-1999
- Championnat de Finlande de hockey sur glace 1999-2000
- Championnat du monde féminin de hockey sur glace 1999
- Championnats du monde de patinage artistique 1999
- Championnats d'Europe de pentathlon moderne 1999
- Championnats du monde de biathlon 1999

## Culture

### Sortie de film
- Embuscade
- Juha

## Création
- Altia Oyj (entreprise)
- Aluetelevisio (en) (chaîne de télévision)
- FIGMA (en) (entreprise)

## Dissolution
- Association anarchiste finlandaise (en)
- Valmet (entreprise)

## Décès
- Teuvo Aura, premier ministre.
- Olli Kivinen, architecte.
- Raimo Kuuluvainen (fi), footballeur.
- Kauko Pirinen, historien.
- Arvo Viitanen, fondeur.